# Orlan-10
Orlan-10 (Орлан-10) là loại máy bay không người lái tầm trung được phát triển bởi công ty Trung tâm Công nghệ đặc biệt tại Nga để trinh sát thu thập tin tức trong các khu vực có địa hình phức tạp và tìm kiếm cứu nạn. Máy bay đã vượt qua được các cuộc thử nghiệm cấp nhà nước để được đưa vào sử dụng trong cả quân đội và dân sự. Đại diện của Lục quân, những đơn vị sẽ khai thác trinh sát chiến thuật, đã hài lòng với loại máy bay này khi thử nghiệm.

## Thiết kế
Orlan-10 sử dụng động cơ xăng cánh quạt với lực cất cánh tối tối đa là 15 kg với tải trọng thiết bị của máy bay là 6 kg, tốc độ bay là 90–150 km/h, bán kính bay có điều khiển là 120 km hoặc 600 km nếu bay ở chế độ tự động, trần bay 5000 mét, có thể hoạt động liên tục trong 16 giờ. Máy bay sẽ cất cánh bằng một máy phóng cỡ nhỏ và hạ cánh bằng dù. Hệ thống phóng của máy bay có thể gắn trên xe tải hạng nhẹ UAZ-469 hoặc mọi loại xe có tải trọng tương đương.
Máy bay có một thiết kế khí động học với độ ổn định cao cho việc hoạt động trong vùng thời tiết xấu. Vỏ máy bay làm bằng vật liệu composite đặc biệt, giúp giảm mức độ bộc lộ trước radar đối phương.
Các trang bị trinh sát gắn trên máy bay như máy ảnh hay máy quay sẽ được giữ ổn định bằng con quay hồi chuyển cũng như có thể nhanh chóng tháo lắp các thiết bị chuyên dụng cần thiết cho nhiệm vụ. Hệ thống điều khiển mặt đất có thể điều khiển một lúc 4 máy bay, các trạm này có thể kết nối với nhau để vận hành cùng lúc 30 chiếc giúp mở rộng vùng hoạt động, nếu cần thiết thì việc điều khiển máy bay qua các trạm kết nối sẽ được giao cho một trạm chính.
Máy bay có khả năng bay tự động và chụp ảnh, chỉ việc nhập tọa độ và độ cao máy bay sẽ tự động bay đến vị trí thông qua hệ thống định vị toàn cầu GLONASS hay GPS, thu thập thông tin sau đó mang về nếu vượt quá phạm vi liên lạc của trạm điều khiển.
Orlan có vai trò chủ yếu là trinh sát. Nhờ thông tin của Orlan, pháo binh Nga có thể phản ứng chỉ trong vòng 3 phút kể từ khi Orlan bay qua vị trí của đối phương, khiến mục tiêu khó thoát kịp khỏi trận pháo kích. Nếu không có Orlan, thời gian phản ứng có thể kéo dài tới 20 phút và các mục tiêu có thể trốn thoát.
Bộ Quốc phòng Ukraine đăng video một binh sĩ tháo dỡ một chiếc Orlan-10 của quân đội Nga bị rơi trên đất Ukraine. Đoạn video được chia sẻ trên Twitter cho thấy người lính Ukraine đang kéo ra một chiếc máy ảnh DSLR Canon EOS 750D dành cho thị trường dân sự và một nắp chai nhựa, có thể là chai nước khoáng được sử dụng làm nắp bình xăng. Một số linh kiện được gắn vào chiếc máy bay bằng cách sử dụng băng keo. Chiếc máy ảnh Canon DSLR được gắn vào máy bay không người lái bằng băng keo để máy ảnh không bị tắt vô tình trong chuyến bay.

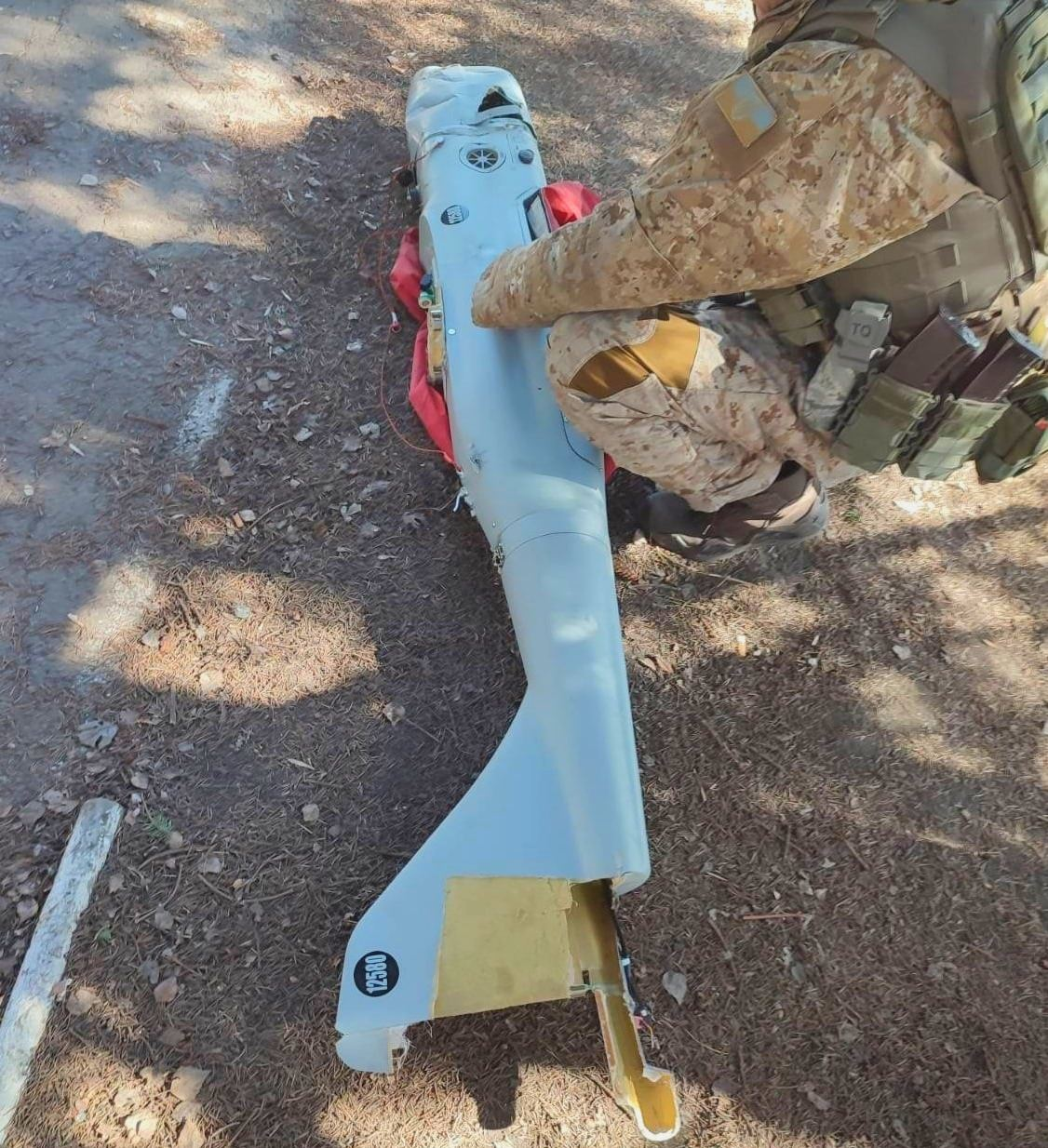
UAV Orlan-10 bị bắn hạ trên đất Ukraine

Trong chiến dịch ở Ucraina năm 2022, dựa trên kinh nghiệm chiến trường, Nga đã cải tiến các máy bay Orlan-10 trở thành máy bay ném bom mini thay vì chỉ dùng để trinh sát. Những chiếc Orlan-10 này được gắn một số quả lựu đạn bên dưới cánh và bụng, trông giống phiên bản lựu đạn 40mm VOG-25P. Khi phát hiện các mục tiêu nhỏ lẻ, không tới mức phải gọi pháo binh hoặc không quân oanh kích, Orland-10 sẽ thả những quả lựu đạn này để tấn công mục tiêu (thay vì bỏ qua mục tiêu đó như trước đây).
Video do Bộ Quốc phòng Ukraine công bố cho thấy Orlan-10 của Nga không sử dụng công nghệ cao như người ta tưởng. Để phù hợp với vai trò của một UAV trinh sát hạng nhẹ giá rẻ, Orland sử dụng nhiều linh kiện dân dụng để giảm thiểu chi phí chế tạo Giá của mỗi hệ thống đầy đủ (gồm 2 chiếc máy bay Orland-10, bệ phóng di động, trạm điều khiển và bộ phụ tùng sửa chữa) là 5 triệu rubles, hoặc ~160.000 USD (năm 2013). Năm 2022, Orlan-10 được cho là có giá từ 5 đến 7 triệu rúp (87.000 đến 120.000 USD) cho mỗi chiếc máy bay.
Orlan-10 được sản xuất bằng nhiều bộ phận được mua trên thị trường dân dụng từ nhiều nước khác. Một số công ty sản xuất các bộ phận được dùng cho máy bay không người lái Orlan-10 là Lynred (Pháp), AxisIPVideo (Thụy Điển), Cirocomm (Đài Loan/Trung Quốc), Ublox (Thụy Sĩ), XilinxInc (Mỹ), AllianceMemory (Mỹ), Sony Playstation, Saito (Nhật Bản, nhưng động cơ sản xuất tại Trung Quốc). Do là linh kiện dân dụng nên những nguồn cung này khá dễ tìm và không bị ảnh hưởng bởi các biện pháp cấm vận từ Mỹ và châu Âu Orlan-10 sử dụng động cơ FG-40 Saito Seisakusho sản xuất. Nhìn chung, tình hình xuất khẩu trái phép các sản phẩm "lưỡng dụng" không chỉ ở Nhật Bản mà trên toàn thế giới đang diễn ra khá phức tạp. Việc xuất khẩu như vậy rất khó kiểm soát thông qua các cơ chế kiểm soát xuất khẩu thông thường.

## Vụ án tham nhũng
Andrey Polshkov, 51 tuổi, Phó Giám đốc phụ trách tài chính của STD-Radiks LLC và giám đốc Công ty cổ phần Nhà máy Kazan Elektropribor Pavel Shatskikh đã bị tòa án ở Kazan buộc tội tham nhũng và bị bắt. Bằng cách tăng giá bất hợp pháp các thành phần để sản xuất máy bay không người lái Orlan- 10 ở St.Petersburg, họ đã biển thủ 446 triệu rúp từ ngân sách.

## Hoạt động chiến đấu
Orlan-10 đã được sử dụng trên chiến trường Nga - Ukraine năm 2022 và quân đội Nga đã mất 50 chiếc Orlan trong ba tháng chiến sự đầu tiên. Theo Bộ Quốc phòng Anh, tổn thất Orland với tốc độ hiện tại sẽ làm suy giảm khả năng tình báo của các lực lượng Nga, cản trở khả năng tiếp tục cuộc chiến của họ. Tuy nhiên, vào tháng 7/2023, Bộ trưởng quốc phòng Nga thông báo sản lượng chế tạo Orlan-10 và Orlan-30 của nước này đã tăng 53 lần kể từ đầu năm 2022 Thiết kế của Orlan có tính đa dụng cao, sử dụng phần lớn là các linh kiện dân dụng giá rẻ và dễ mua, nên quân đội Nga có thể dễ dàng sản xuất số lượng lớn để thay thế những chiếc Orland bị mất trong chiến đấu.